# Jessica Göbel
Jessica Göbel (* 22. Oktober 1981 in Siegen) ist eine deutsche Tischtennis-Nationalspielerin.

## Jugend
Göbel begann mit zehn Jahren ihre Karriere beim SuS Niederschelden, wechselte zur DJK Weidenau in die Verbandsliga und schließlich zur DJK VfL Willich in die Regionalliga. Stets wurde sie von Michél Dekein, dem Vater der Nationalspielerin Nicole Dekein, trainiert. Später schloss sie sich dem TuS Bad Driburg an. 1996 wurde sie Zweite bei den deutschen Schülermeisterschaften. 1999 gewann sie die deutsche Jugendmeisterschaft, im Doppel mit Laura Stumper sowie im Mixed mit Dominik Halcour erreichte sie das Finale. Ein Jahr später holte sie bei den Junioren den Titel im Einzel und im Doppel mit Meng Xiang. Im Ranglistenturnier DTTB TOP12 der Jugend belegte sie 1999 Platz zwei.

## Erwachsene
Göbel verließ 1999 den TuS Bad Driburg und spielte in mehreren Vereinen mit den Damenteams in der Bundesliga und in Frankreich:
- 1999–2000: 3B Berlin[1]
- 2000–2001: VfB Lübeck[2]
- 2001–2002: TTFC Burgwedel[3]
- 2002–2003: FC Langweid[4]
- 2003–2005: FSV Kroppach
- 2005–2007: TuS Bad Driburg
- 2007–2009: Montpellier TT (Frankreich)[5]
- 2009–2020: TV Busenbach
- seit 2020: ttc berlin eastside[6]

Mit Montpellier gewann sie 2008 die französische Mannschaftsmeisterschaft. In der Saison 2009/10 wurde sie mit dem TV Busenbach Deutsche Mannschafts-Vize-Meisterin.
Bei den nationalen deutschen Meisterschaften erreichte sie bis 2012 dreimal das Endspiel und siebenmal das Halbfinale:
- 2000: Halbfinale im Doppel mit Meng Xiang
- 2001: Halbfinale im Doppel mit Meng Xiang
- 2002: Platz zwei im Einzel hinter Nicole Struse
- 2003: Halbfinale im Einzel
- 2004: Halbfinale im Doppel mit Kristin Silbereisen
- 2005: Halbfinale im Mixed mit Dimitrij Ovtcharov
- 2006: Platz zwei im Einzel hinter Zhenqi Barthel, Halbfinale im Mixed mit Steffen Mengel
- 2010: Halbfinale im Doppel mit Laura Robertson (Stumper)
- 2012: Platz zwei im Doppel mit Theresa Kraft

Im Bundesranglistenturnier DTTB TOP12 siegte sie 2003. Beim DTTB-Top-48-Bundesranglistenturnier 2010 belegte sie den 2. Platz, während sie im gleichen Jahr beim Bundesranglistenfinale Sechste wurde. 2009 als auch 2010 rangierte sie in der deutschen Rangliste jeweils auf Position 16. 2020 wurde sie deutsche Vizemeisterin im Damen Doppel an der Seite von Tanja Krämer.

## International
Von 2000 bis 2006 startete Göbel bei mehr als 25 ITTF-Pro-Tour-Turnieren.
2001 wurde sie für die Weltmeisterschaft nominiert. Im Einzel überstand sie die erste Runde gegen Judit Herczig (Österreich), unterlag danach jedoch Wong Ching (Hongkong). Im Mixed mit Lars Hielscher schied sie in der ersten Runde gegen Damien Éloi/Anne-Sophie Gourin (Frankreich) aus. Mit dem deutschen Damenteam erreichte sie Platz 9.
Zweimal nahm sie an Europameisterschaften teil, nämlich 2002 und 2005. 2002 wurde sie mit der Damenmannschaft Vizeeuropameister. 2005 kam sie im Einzel gegen Phai Pang (Frankreich) eine Runde weiter, dann wurde sie von Iveta Vacenovská (Tschechien) gestoppt. Im Mixed spielte sie mit Ryan Jenkins aus Wales und unterlag in der ersten Runde gegen Bastian Steger/Laura Stumper.

## Privat
Die Niederndorferin Göbel absolvierte eine Ausbildung zur Bürokauffrau. Um 2004 wurde sie in die Sportfördergruppe der Bundeswehr aufgenommen.

## Turnierergebnisse
| Verband | Veranstaltung       | Jahr | Ort            | Land | Einzel        | Doppel        | Mixed      | Team |
| ------- | ------------------- | ---- | -------------- | ---- | ------------- | ------------- | ---------- | ---- |
| GER     | Europameisterschaft | 2002 | Zagreb         | HRV  | letzte 16     |               |            | 2    |
| GER     | Pro Tour            | 2006 | Belgrad        | SRB  | letzte 64     | letzte 16     |            |      |
| GER     | Pro Tour            | 2006 | Zagreb         | HRV  | letzte 64     |               |            |      |
| GER     | Pro Tour            | 2005 | Göteborg       | SWE  | letzte 64     |               |            |      |
| GER     | Pro Tour            | 2005 | Magdeburg      | GER  | letzte 64     |               |            |      |
| GER     | Pro Tour            | 2005 | Zagreb         | HRV  | Viertelfinale |               |            |      |
| GER     | Pro Tour            | 2005 | Velenje        | SVN  | letzte 32     |               |            |      |
| GER     | Pro Tour            | 2004 | Leipzig        | GER  | letzte 32     |               |            |      |
| GER     | Pro Tour            | 2004 | Aarhus         | DEN  | letzte 16     | letzte 16     |            |      |
| GER     | Pro Tour            | 2004 | Warschau       | POL  |               | letzte 16     |            |      |
| GER     | Pro Tour            | 2004 | Rio de Janeiro | BRA  | letzte 32     |               |            |      |
| GER     | Pro Tour            | 2004 | Athen          | GRE  | letzte 64     |               |            |      |
| GER     | Pro Tour            | 2003 | Malmö          | SWE  | letzte 64     | letzte 16     |            |      |
| GER     | Pro Tour            | 2003 | Rio            | BRA  | letzte 32     | letzte 16     |            |      |
| GER     | Pro Tour            | 2003 | Croatia        | HRV  | letzte 64     |               |            |      |
| GER     | Pro Tour            | 2002 | Warschau       | POL  | letzte 64     |               |            |      |
| GER     | Pro Tour            | 2002 | Eindhoven      | NED  | letzte 64     |               |            |      |
| GER     | Pro Tour            | 2002 | Magdeburg      | GER  | letzte 64     |               |            |      |
| GER     | Pro Tour            | 2002 | Courmayeur     | ITA  | letzte 32     |               |            |      |
| GER     | Pro Tour            | 2002 | Kairo          | EGY  | letzte 32     | Viertelfinale |            |      |
| GER     | Pro Tour            | 2002 | Wels           | AUT  | letzte 32     | letzte 16     |            |      |
| GER     | Pro Tour            | 2001 | Skövde         | SWE  | letzte 32     | letzte 16     |            |      |
| GER     | Pro Tour            | 2001 | Rotterdam      | NED  | letzte 64     |               |            |      |
| GER     | Pro Tour            | 2001 | Bayreuth       | GER  | letzte 64     | letzte 32     |            |      |
| GER     | Pro Tour            | 2001 | Zagreb         | HRV  | letzte 64     | letzte 16     |            |      |
| GER     | Pro Tour            | 2001 | Chatham        | ENG  | letzte 16     | Viertelfinale |            |      |
| GER     | Pro Tour            | 2000 | Toulouse       | FRA  | Rd 1          |               |            |      |
| GER     | Weltmeisterschaft   | 2001 | Osaka          | JPN  | letzte 64     | keine Teiln.  | letzte 128 | 9    |